# Lohnausgleich
Lohnausgleich ist ein Begriff, der oft im Zusammenhang mit Arbeitszeitverkürzung oder Arbeitszeitverlängerung auftritt und scheinbar widersprüchliche Bedeutung hat. Tatsächlich bezeichnet er eine Maßnahme zur Anpassung der Löhne an die Produktivitätsentwicklung, oder unabhängig davon auch sozial- und arbeitsrechtlich festgelegte Zuwendungen aus dem Sozialeigentum der Arbeitnehmer.
Im Zusammenhang mit Arbeitszeitverkürzung bedeutet „voller Lohnausgleich“:
der Stundenlohn wird so erhöht, dass der Wochenlohn (resp. Monatslohn oder Jahreslohn) gleich bleibt.      Eine „Arbeitszeitverkürzung mit vollem Lohnausgleich“, etwa von 40 auf 35 Stunden pro Woche,  bedeutet für einen Arbeiter mit einem Wochenlohn von 280 Euro (7 Euro/Stunde, 40 Stunden), dass er in Zukunft ebenfalls 280 Euro pro Woche (8 Euro/Stunde, 35 Stunden) bekommt.
Eine entsprechende „Arbeitszeitverkürzung ohne Lohnausgleich“ bedeutet, dass der Wochenlohn von 280 (=7*40) Euro auf 245 (=7*35) Euro sinkt.
Im Zusammenhang mit Arbeitszeitverlängerung bedeutet „voller Lohnausgleich“: der Wochenlohn (bzw. Monatslohn, bzw. Jahreslohn) wird so erhöht, dass der Stundenlohn gleich bleibt. Eine „Arbeitszeitverlängerung mit vollem Lohnausgleich“, etwa von 35 auf 40 Stunden pro Woche,  bedeutet für einen Arbeiter mit einem Wochenlohn von 280 Euro (8 Euro/Stunde, 35 Stunden), dass er in Zukunft 320 Euro pro Woche (8 Euro/Stunde, 40 Stunden) bekommt.
Eine entsprechende „Arbeitszeitverlängerung ohne Lohnausgleich“ bedeutet, dass der Stundenlohn von 8 Euro (280 pro Woche, 35 Stunden) auf 7 Euro
(280 pro Woche, 40 Stunden) sinkt.
Darüber hinaus wird mit dem Begriff Lohnausgleich in bestimmten Branchen eine Zahlung bezeichnet, die gezahlt wird, weil z. B. witterungsbedingt nicht gearbeitet werden kann.
So hatten Arbeitnehmer im Baugewerbe sowie im Dachdeckerhandwerk nach dem für allgemeinverbindlich erklärten Tarifvertrag (TV Lohnausgleich) Anspruch auf einen Lohnausgleich für die arbeitsfreien Tage vom 24. Dezember bis zum 26. Dezember und vom 31. Dezember bis zum 1. Januar. Die für den Lohnausgleich erforderlichen Mittel werden durch Abführung bestimmter Prozentsätze der Bruttolohnsumme an eine Ausgleichskasse durch den Arbeitgeber aufgebracht. Der vom Arbeitgeber auszuzahlende Lohnausgleich wird diesem von der Lohnausgleichskasse ersetzt. Bei den an die Lohnausgleichskasse abgeführten Beiträgen handelt es sich nicht um Arbeitslohn, sondern um Zuwendungen aus dem Sozialeigentum der Arbeitnehmer. Hierauf werden keine Lohnsteuer und Sozialabgaben gezahlt. Lohnsteuerpflichtiger Arbeitslohn sind dagegen die vom Arbeitgeber ausgezahlten Lohnausgleichsbeträge in den oben genannten Zeiträumen. Der Tarifvertrag wurde mit Wirkung vom 1. Januar 2006 ohne Nachwirkung außer Kraft gesetzt.
Siehe auch: Entgeltfortzahlung im Krankheitsfall
Im Zuge der D-Mark-Einführung in den drei Westsektoren von Berlin am 24. Juni 1948 (alleiniges gesetzliches Zahlungsmittel wurde die „Westmark“ hier erst am 20. März 1949) richtete man für  Grenzgänger zwischen Ost- und West-Berlin eine 'Lohnausgleichskasse' ein.